# Nikolaj Kutler
Nikolaj Nikolajevitj Kutler (ryska: Николай Николаевич Кутлер), född 11 juli 1859 i Tula, död 10 maj 1924 i Moskva, var en rysk politiker. 
Kutler var länge en av ryska finansministeriets mest dugande ämbetsmän, avancerade till finansministerns adjoint och (1905) till avdelningschef för jordbruksärenden. Hans agrarpolitiska åsikter, bland annat om önskvärdheten av omfattande avsöndring av kronojord för att främja uppkomsten av ett självägande bondestånd, invecklade honom i konflikt med de ledande inom regeringen och föranledde honom att i maj 1906 avgå ur statstjänsten. Kutler anslöt sig därefter till Kadettpartiet och försökte dels som ledamot av duman, dels som medarbetare i partiorganet "Rjetj" ivrigt verka för sina agrarpolitiska idéer.